# 愛知県私立学校教職員組合連合
愛知県私立学校教職員組合連合(あいちけんしりつがっこうきょうしょくいんくみあいれんごう）とは、私立の幼稚園・小学校・中学校・高等学校・専門学校（専修学校・各種学校）で働く教職員の労働組合の愛知県においての組織。
略称は、愛知私教連（あいちしきょうれん）。主に、公私の教育条件の格差を是正や、私学助成の拡充などを活動の拠点にしている。また、教職員の権利、賃金条件の向上の要求にとどまらず、よりよい教育を実現したいと思う教職員の要求なども汲み上げ実現していく、積極的な教員集団である。

## 専門部
- 教育文化
- 自主活動
- 青年協
- 父母提携
- 要求闘争
- 組織
- 助成金対策

## 加盟組織
- 東海中学校・高等学校
- 名古屋中学校・高等学校
- 名城大学附属高等学校
- 滝中学校・高等学校
- 菊華高等学校
- 同朋高等学校
- 聖霊中学校・高等学校
- 聖カピタニオ女子高等学校
- 東邦高等学校
- 愛知淑徳中学校・高等学校
- 愛知中学校・高等学校
- 名古屋経済大学市邨中学校・高等学校
- 東海学園高等学校
- 椙山女学園中学校・高等学校
- 至学館高等学校
- 誠信高等学校
- 修文学院高等学校
- 愛知工業大学名電中学校・高等学校
- 大同高等学校
- 名古屋経済大学高蔵中学校・高等学校
- 名古屋工業高等学校
- 中部大学第一高等学校
- 名古屋女子大学中学校・高等学校
- 享栄高等学校
- 日本福祉大学附属高等学校
- 愛知黎明高等学校
- 星城中学校・高等学校
- 桜花学園高等学校
- 名古屋大谷高等学校
- 豊田大谷高等学校
- 中京大学附属中京高等学校
- 名古屋国際高等学校
- 南山中学校・高等学校男子部
- 南山中学校・高等学校女子部
- 南山国際中学校・高等学校
- 桜丘中学校・高等学校
- 豊川高等学校
- 岡崎城西高等学校
- 安城学園高等学校
- 人間環境大学附属岡崎高等学校
- 光ヶ丘女子高等学校
- 誉高等学校
- 栄徳高等学校
- 黄柳野高等学校
- 金城学院中学校・高等学校
- 杜若高等学校
- 啓明学館高等学校
- 名古屋たちばな高等学校

## 関連団体

### 愛知県高校生フェスティバル実行委員会
愛知県の私立学校の生徒を中心とした自主活動団体である。年2回のフェスティバルをはじめ、募金活動やボランティア活動、様々な学習会など今社会で起きていることに目を向け、学び、行動している団体です。